# Eleonore Schoenfeld
Eleonore Schoenfeld (6 de março de 1925 – 1 de janeiro de 2007) foi uma conceituada violoncelista de origem eslovena e radicada nos Estados Unidos, considerada uma das mais influentes intérpretes daquele instrumento do século XX.
Nascida em Maribor, Eslovénia de um pai polaco e de uma mãe russa, Schoenfeld mudou-se para Berlim com a sua família quando tinha seis anos de idade. Ela prosseguiu estudos em ballet, violino e piano antes de se dedicar ao violoncelo aos onze anos. O seu primeiro professor foi Karl Niedermeyer, um pupilo de Hugo Becker, com quem estudou até aos catorze anos. Depois disso entrou para a prestigiada  Hochschule für Musik em Berlim - sendo dezoito a idade tradicional de entrada. Passou então os quatro anos seguintes estudando com Adolf Steiner, um bem conhecido solista.
Em 1952, os pais de Schoenfeld, cansados od regime ditatorial russo, fugiram com a família para os Estados Unidos. A partir daí, uma ligação da Idyllwild Arts Academy conduziu o então reitor da USC Thornton School of Music a pedir-lhe, e à sua irmã Alice Schoenfeld, que ingressassem na escola. Elas permaneceram lá desde aí, servindo por muito tempo Gregor Piatigorsky, Jascha Heifetz, e muitos outros distintos músicos.
Durante a sua carreira, Schoenfeld produziu mais de 200 discos, gravados pela BBC. Os seus estudantes também se tornaram vencedores de prémios importantes em competições como o Geneva International Music Competition, o Casals Competition (Budapeste), Tchaikovsky Competition (Rússia), Markneukirchen (Alemanha) e o Concert Artist Guild (U.S.). Os seus estudantes também actuaram repetidamente como solistas com o New York Philharmonic, Los Angeles Philharmonic, Los Angeles Chamber Orchestra, Georgian Chamber Orchestra, e Bamberg Symphony Orchestra (Alemanha) com eminentes maestros como Zubin Mehta, Horst Stein, Esa-Pekka Salonen, Gerard Schwarz e Carl St. Clair.
Schoenfeld faleceu em Los Angeles aos 81 anos de idade.

## Prémios
- USC Dean's Award por Excellence no Ensino, 2004
- USC Ramo Music Faculty Award
- Indiana University Grand Dame du Violoncelle Eva Janzer Memorial Award
- American String Teachers Association National Distinguished Service Award
- Music Teachers National Association Lifetime Achievement Award